# Kriegsgräberstätte Kyllburg

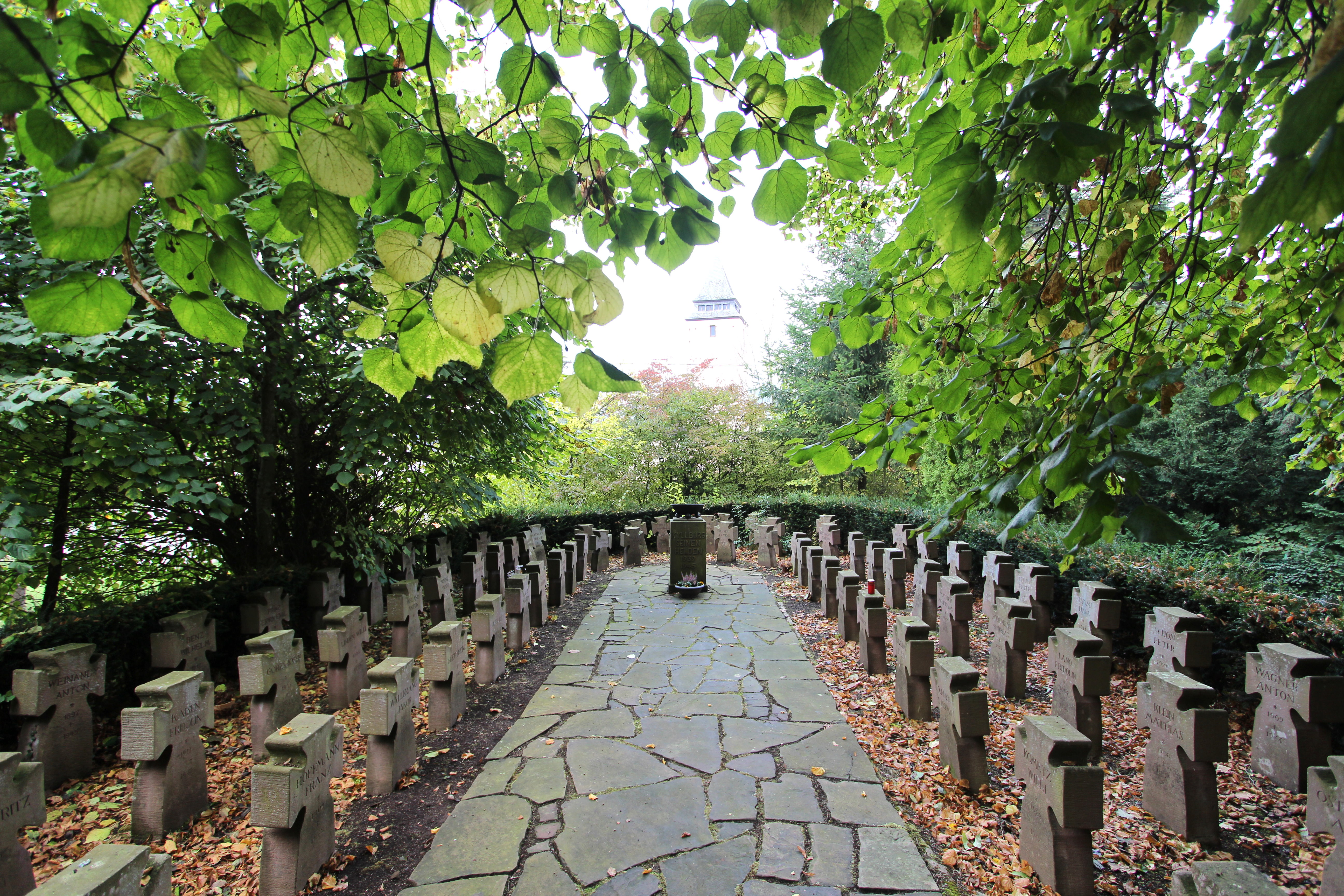
Ausschnitt des Ehrenfriedhofs

Die Kriegsgräberstätte Kyllburg ist ein Ehrenfriedhof in der Stadt Kyllburg im Eifelkreis Bitburg-Prüm in Rheinland-Pfalz.

## Geographische Lage
Der Ehrenfriedhof befindet sich am Stadtrand auf dem sogenannten Stiftsberg in der Nähe des Kollegiatstifts St. Maria. Das Gelände liegt in leichter Hanglage und ist von dem Stadtwald und Kurpark umgeben. Direkt am Ehrenfriedhof befindet sich eine Altbaumgruppe, die als Naturdenkmal ausgewiesen ist.
Siehe auch: Liste der Naturdenkmale in Kyllburg

## Geschichte
Die ursprüngliche Kriegsgräberstätte ging aus einer Gerichtsstätte sowie einem Gedenkort für Gefallene des Ersten Weltkriegs hervor und bestand aus drei großen Sandsteintafeln, in welche die Namen der Gefallenen eingetragen wurden.
Nach 1945 folgte im Zuge des Zweiten Weltkriegs eine Erweiterung der Anlage in nördlicher Richtung. Errichtet wurden mehrere Reihen von klassischen Grabkreuzen. Der Ehrenfriedhof wurde so ausgerichtet, dass der Bergfried der Burg Kyllburg optisch das Gesamtbild abrundet und mittig am Ende der Anlage aufragt.
Im Eingangsbereich wurde ein kleines Sandsteinkreuz unbekannter Herkunft in eine Stützmauer eingelassen. Es trägt die Jahreszahl 1787. Seit der Erweiterung ist die Kriegsgräberstätte in die Denkmalzone Stiftsfreiheit integriert.
Siehe auch: Liste der Kulturdenkmäler in Kyllburg

## Einzelnachweis
1. 1 2 3  Eintrag zu Ehrenfriedhof Kyllburg in der Datenbank der Kulturgüter in der Region Trier, abgerufen am 30. Januar 2022.

Koordinaten: 50° 2′ 13,9″ N, 6° 35′ 16,3″ O